# Universidad Ciencias Médicas Cienfuegos
La Universidad de Ciencias Médicas de Cienfuegos (también llamada Facultad de Ciencias Médicas de Cienfuegos "Dr. Raúl Dorticós Torrado") es una universidad de medicina localizada en Cienfuegos, Cuba.
Estudiantes de 52 nacionalidades están estudiando en la universidad.
La residencia estudiantil de la universidad se encuentra en condiciones deplorables, las condiciones de vida mínimas que requiere un estudiante para poder "sobrevivir" se las tiene que buscar por sus propios medios. Las autoridades encargadas del orden y correcto funcionamiento de la beca son las llamadas "tías"guiadas por una mona chita que se cree la jefa y lo único que causa es repulsión. La comida del comedor escolar no aporta ni siquiera las calorías diarias mínimas necesarias y la cantidad de comida, variedad y calidad dejan mucho que desear. Pero tranquilo que si eres extranjero/a no vas a tener tantos problemas, esta universidad los tiene como prioridad a ustedes antes que a sus alumnos cubanos. El agua es un recurso escaso y suele venir una vez al día de 30 min a 1 hora.

## Facultades

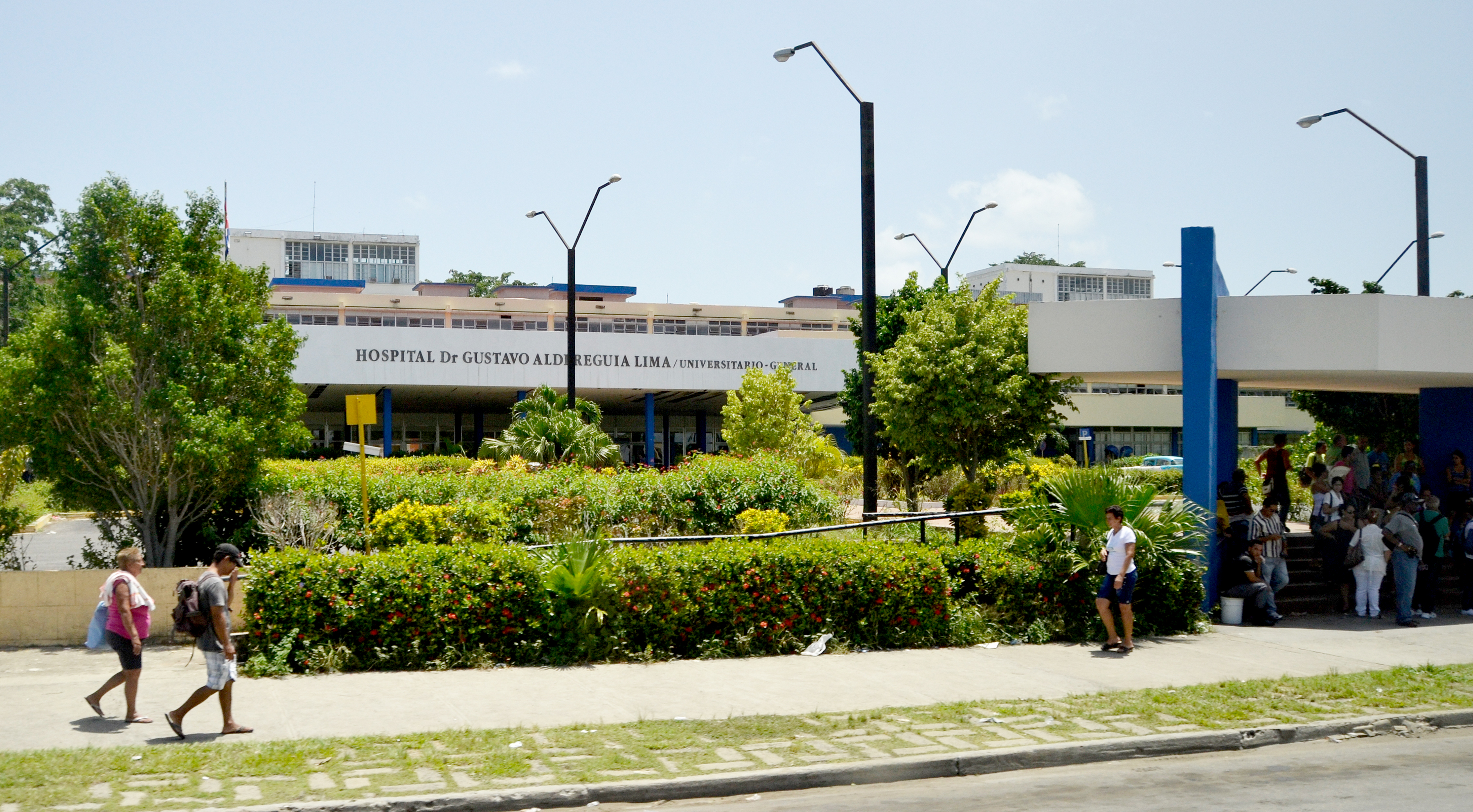
The Hospital "Dr. Gustavo Aldereguía Lima" in Cienfuegos

Se encuentra dividida en cuatro facultades: 
- Medicina
- Estomatología
- Licenciatura en Enfermería
- Tecnologías de la Salud